# Petr Ardeleanu
Petr Ardeleanu (* 14. Dezember 1980 in Lom u Tachova) ist ein tschechischer Fußballschiedsrichter rumänischer Abstammung. Seit 2013 ist er als FIFA-Schiedsrichter international tätig.

## Werdegang
Ardeleanu pfeift seit dem 30. April 2005 Spiele in der höchsten tschechischen Fußballliga, der Synot Liga (zuvor Gambrinus Liga). Ebenso aktiv ist er in der zweiten Liga, der Fotbalová národní liga. In der Saison 2014/15 war er für ein Spiel in der Saudi Professional League tätig.
In der ersten Runde der Qualifikation zur Europa League 2015/16 pfiff er am 2. Juli 2015 das Spiel zwischen dem Linfield FC und NSÍ Runavík. Bei der U-17-Fußball-Europameisterschaft 2016 in Aserbaidschan leitete Ardeleanu neben drei Gruppenspielen das Finale zwischen Portugal und Spanien.